# Paulette Callabat
 (janvier 2014).
Si vous disposez d'ouvrages ou d'articles de référence ou si vous connaissez des sites web de qualité traitant du thème abordé ici, merci de compléter l'article en donnant les références utiles à sa vérifiabilité et en les liant à la section « Notes et références ».
 (juillet 2014).
Paulette Callabat (6 septembre 1923-27 juillet 2005), était une laïque et membre consacrée de l'institut séculier Caritas Christi. Son procès en béatification est en cours[Quand ?].

## Biographie
Paulette Callabat est née à Carcassonne, dans l'Aude en 1923. Jeune, elle est membre de la Jeunesse ouvrière chrétienne et pense entre dans les ordres (Ordre du Carmel) mais se rétracte finalement.
Elle meurt accidentellement le 27 juillet 2005 à Limoux, âgée de 82 ans.

## Béatification
Lors de la Conférence des évêques de France du 10 novembre 2014, le projet de béatification de Paulette Callabat est accepté.